# Me, myself & Martin Laursen
|  | Denne artikel er oprettet af botten PalnaBot ud fra en ekstern database. Den kan derfor have sproglige fejl eller mangler. Denne skabelon kan fjernes efter kontrol af indholdet. |

Me, myself & Martin Laursen er en dokumentarfilm instrueret af Anthony Tullberg efter manuskript af Flemming Christian Klem.

## Handling
Mød Anthony Tullberg. Tidligere fodboldspiller med en karriere, der ifølge ham selv burde have været meget mere glorværdig end tilfældet var. Han nåede aldrig til en topklub. Han spillede foran 1.000 mennesker. Men det var til hans store ærgrelse slet ikke så mange, som Martin Laursen spillede foran. Og det på trods af, at de er lige gamle, lige høje, vejer det samme og begge er højrebenede. Som han i en særdeles ærlig tone udfordrer sig selv med at spørge, 'Hvorfor er det ham. som er stjerne, når det burde være mig?'. Det bliver starten på en film, hvor Anthony prøver at forstå hvem Martin Laursen er. Både mennesket og fodboldspilleren. Han graver dybt i Martins karriere, hvor han udspørger tidligere kollegaer og trænere som Michael Laudrup, Paolo Maldini, Morten Olsen, Carlo Ancelotti, Martin Jørgensen, Zlatan Ibrahimovic samt adskillige andre stjerner fra fodboldens verden, om Martin Laursens styrker og svagheder.